# Wilson Pérez
Wilson Enrique Pérez (* 9. August 1967 in Barranquilla) ist ein ehemaliger kolumbianischer Fußballspieler.

## Verein
Im Verein spielte er von 1987 bis 1995 für América de Cali und wurde in dieser Zeit insgesamt vier Mal kolumbianischer Meister (1985, 1986, 1990, 1992). Anschließend war er für Deportivo Unicosta aktiv. Bis zu seinem Karriereende 2001 folgten weitere Stationen bei Independiente Medellín, erneut América de Cali, Millonarios und Atlético Junior.

## Nationalmannschaft
Der Abwehrspieler war Mitglied der Fußballnationalmannschaft Kolumbiens, für die er insgesamt 47 Länderspiele absolvierte, in denen er drei persönliche Torerfolge vorweisen kann. Sein Debüt feierte er am 3. Februar 1989, das letzte Länderspiel von Pérez datiert vom 26. Juni 1994. Mit der kolumbianischen Auswahl nahm er an der Fußball-Weltmeisterschaft 1994 teil. Ebenfalls gehörte er dem kolumbianischen Aufgebot bei den Turnieren zur Copa América 1989 und 1993 an.

## Sonstiges
Pérez wurde 1997 in seiner Geburtsstadt Barranquilla, nachdem er in erster Instanz freigesprochen wurde, in einem Berufungsprozess wegen Drogenhandels zu einer vierjährigen Gefängnisstrafe verurteilt. Dies gründete darauf, dass bei ihm im Jahre 1995 auf einem Flughafen 180 Gramm Kokain gefunden wurden.